# Dimitrios Papadopoulos
Dimitrios Papadopoulos (griego: Δημήτρης Παπαδόπουλος, Gagarin, Uzbekistán, antigua Unión Soviética, 20 de octubre de 1981) es un exfutbolista griego. Jugaba de delantero y su último club fue el Panetolikos de Grecia.

## Trayectoria
Inició su carrera en las divisiones menores del Akratitos FC de Grecia, hizo su debut en 1999, lo que contribuye a la promoción del equipo a la Superliga de Grecia en 2001 por primera vez en la historia. 
Tiempo después fue traspasado al Burnley FC de Inglaterra, donde permaneció durante 2 temporadas, disputando un total de 35 encuentros y anotando 6 goles. En julio de 2003, se trasladó al Panathinaikos FC de Grecia. Fue estrella en su primera temporada con el equipo, convirtiéndose en su máximo goleador con 17 goles en 26 juegos. 
La temporada 2008-09 la jugó en el Dinamo de Zagreb, donde no disfrutó de minutos y menos le gustó la adquisición del club por parte de un militar, por lo que buscó la salida del club. Al ser contactado por Vlado Gudelj, un hombre emblema del equipo español Real Club Celta de Vigo SAD, vio con buenos ojos recalar donde antes lo había hecho su excompañero Zisis Vryzas, por lo que presionó a su club para lograr la carta de libertad. Finalmente recaló en el conjunto gallego en el mercado de iniverno de 2010. para posteriormente renovar hasta 2013.
Tras no haber logrado anotar ningún tanto en esa temporada, ni en las siguientes 2009-10 y 2010-11, el Celta lo cede al Levadiakos FC de la Superliga de Grecia. Aquí tampoco logra marcar ningún tanto en 10 partidos, y el 6 de julio de 2012 el Celta rescindió su contrato.
La temporada siguiente, la 2012-13, Papadopoulos volvió a jugar a un gran nivel marcando 12 goles en el Panthakikos, lo que le llevó a fichar por el Astromitos la siguiente temporada.
En la temporada 2013-14 Papadopoulos marcó 16 goles, siendo uno de los más destacados en la liga griega y siendo convocado otra vez con la selección.

## Selección nacional
Fue internacional con la selección de fútbol de Grecia en 22 ocasiones y marcó 2 goles. Participó en la Eurocopa 2004 disputada en Portugal, donde su selección obtendría el campeonato, también formó parte del plantel que participó en los Juegos Olímpicos de Atenas 2004.

## Clubes
| Temporada | Club             | Categoría | País       | Partidos | Goles | Asistencias |
| --------- | ---------------- | --------- | ---------- | -------- | ----- | ----------- |
| 1999-00   | Akratitos        | 2ª        | Grecia     | -        | -     | -           |
| 2000-01   | Akratitos        | 2ª        | Grecia     | 57       | 20    | 0           |
| 2001-02   | Burnley          | 2ª        | Inglaterra | 7        | 0     | 0           |
| 2002-03   | Burnley          | 2ª        | Inglaterra | 40       | 6     | 0           |
| 2003-04   | Panathinaikos    | 1ª        | Grecia     | 37       | 20    | 5           |
| 2004-05   | Panathinaikos    | 1ª        | Grecia     | 32       | 11    | 1           |
| 2005-06   | Panathinaikos    | 1ª        | Grecia     | 32       | 11    | 5           |
| 2006-07   | Panathinaikos    | 1ª        | Grecia     | 39       | 15    | 5           |
| 2007-08   | Panathinaikos    | 1ª        | Grecia     | 37       | 10    | 6           |
| 2008-09   | Panathinaikos    | 1ª        | Grecia     | -        | -     |             |
| 2008-09   | Lecce            | 1ª        | Italia     | 14       | 1     | 2           |
| 2009-10   | Dinamo Zagreb    | 1ª        | Croacia    | 24       | 5     | 4           |
| 2009-10   | Celta            | 2ª        | España     | 14       | 0     | 0           |
| 2010-11   | Celta            | 2ª        | España     | 12       | 0     | 0           |
| 2011-12   | Celta            | 2ª        | España     | 0        | 0     | 0           |
| 2011-12   | Levadiakos       | 1ª        | Grecia     | 10       | 0     | 0           |
| 2012-13   | Panthrakikos     | 1ª        | Grecia     | 29       | 12    | 2           |
| 2013-14   | Atromitos        | 1ª        | Grecia     | 38       | 16    | 6           |
| 2014-15   | PAOK Salónica    | 1ª        | Grecia     | 32       | 8     | 3           |
| 2015-16   | Asteras Tripolis | 1ª        | Grecia     | 12       | 1     | 0           |
| 2015-16   | Atromitos        | 1ª        | Grecia     | 10       | 0     | 3           |
| 2016-17   | Astromitos       | 1ª        | Grecia     | 12       | 1     | 2           |
| 2016-17   | Panetolikos      | 1ª        | Grecia     | 9        | 1     | 1           |

## Palmarés

### Campeonatos nacionales
| Título               | Club             | País   | Año         |
| -------------------- | ---------------- | ------ | ----------- |
| Super Liga de Grecia | Panathinaikos FC | Grecia | 2003 - 2004 |
| Copa de Grecia       | Panathinaikos FC | Grecia | 2003 - 2004 |

### Copas internacionales
| Título   | Equipo (*)          | País     | Año  |
| -------- | ------------------- | -------- | ---- |
| Eurocopa | Selección de Grecia | Portugal | 2004 |

(*) Incluyendo la selección.

### Distinciones individuales
| Distinción                   | Año  |
| ---------------------------- | ---- |
| Futbolista del año en Grecia | 2004 |